# Ribbon in the Sky
Ribbon in the Sky est une chanson de l'auteur-compositeur-interprète américain Stevie Wonder, sortie en 1982.  
En 2009, la reprise des Boyz II Men est nommée dans la catégorie Meilleure performance vocale R& B d'un groupe ou duo lors de la 51e cérémonie des Grammy Awards. 

## Version de Stevie Wonder
Singles de Stevie Wonder
Ebony and Ivory
(1982) Front Line
(1983)
Faisant partie des quatre titres inédits présents sur sa compilation Stevie Wonder's Original Musiquarium I, la chanson sort en guise de troisième single (après That Girl et Do I Do), atteignant la 10e position du classement Billboard R&B. 
La chanson sort en single en août 1982 chez Tamla (référence 1689), accompagnée en face B de Black Orchid, chanson issue de son album précédent Journey through the Secret Life of Plants.

### Personnel
- Stevie Wonder : Yamaha DX7[4], autres instruments[5] ;
- Ben Bridges : guitare.

### Classements
| Classement (1982)                         | Meilleure position |
| ----------------------------------------- | ------------------ |
| États-Unis (Billboard Hot 100)            | 54                 |
| États-Unis (Billboard Adult Contemporary) | 21                 |
| États-Unis (Billboard R&B)                | 10                 |
| Royaume-Uni (OCC)                         | 45                 |

En 2020, Essence magazine place Ribbon in the Sky à la septième position dans leur liste des "25 meilleures ballades de tous les temps".

### Hommage
Le 18 février 2012, Stevie Wonder reprend Ribbon in the Sky en adaptant les paroles lors des funérailles de Whitney Houston.

## Reprises
Informations issues de SecondHandSongs, sauf mentions complémentaires.
Ribbon in the Sky compte plus d'une quarantaine de reprises, chantées ou instrumentales.
- Ce titre permet à R.Kelly de se lancer dans un concours de chant organisé dans son école, sur les conseils du professeur de chant Lena McLin (en)[10].
- En 1983, Diana Ross durant son Live at Central Park (diffusé en 2012)[11] ;
- En 1984, Nancy Wilson sur Godsend ;
- En 1993, Dennis Brown sur Unforgettable[12] ;
- En 1993, Intro (en) sur Intro , dont le single atteint la 11e position du Billboard R&B et la 105e place du Billboard Hot 100[13];
- En 2005, Naul (membre de Brown Eyed Soul) sur Back To The Soul Flight[14] ;
- En 2007, Boyz II Men sur Motown - Hitsville USA ;
- En 2008, Kyla (en) sur Heart 2 Heart[15] ;
- En 2009, Mark Whitfield sur Songs of Wonder, Ivete Sangalo[16] ;
- En 2021, Pat Bianchi (en) sur Something to Say - The Music of Stevie Wonder.

### Échantillonnage
Informations issues de WhoSampled, sauf mentions complémentaires.
- En 1995, Jamal (en) dans Keep It Real (en) ;
- En 1997, Will Smith dans Chasing Forever sur Big Willie Style ;
- En 2008, Bun B dans Angel in the Sky sur II Trill.